# Науково-консультативний комітет президента (США)
Науково-консультативний комітет президента (США) (англ. President's Science Advisory Committee (PSAC)) був створений 21 листопада 1957 р. президентом США Дуайтом Д. Ейзенхауером як реакція на радянські запуски перших двох супутників Землі. PSAC був вдосконаленням та переходом у підпорядкування Білого дому Науково-консультативного комітету (SAC), створеного в 1951 році президентом Гаррі С. Труменом, як частини Оборонного управління мобілізації (англ. Office of Defense Mobilization). Його метою було консультування президента з наукових питань загалом, і, зокрема, також з питань оборони. Першим директором PSAC президент Ейзенхауер призначив Джеймса Р. Кілліана.

## Діяльність Комітету
Перша доповідь новоствореного PSAC, відома як звіт Кілліана, передбачала, що будь-яка оборона в ядерну епоху була б безглуздою, і окреслювала сценарії, за якими до 90% населення США загинуло б в результаті війни із застосуванням атомної зброї. Вона стверджувала, що єдиним захистом є стримування та запроваджувала доктрину, яка згодом отримала назву „Взаємно гарантоване знищення“ (англ. Mutual assured destruction (MAD)). Ця доктрина військової стратегії та політики національної безпеки передбачала, що повномасштабне використання ядерної зброї двома або більше протилежними сторонами призведе до повного знищення як зловмисника-нападника, так і захисника. Доповідь також припускала, що відставання американських ракетних технологій є системною проблемою освіти, яку зумовили широкомасштабні реформи державної школи. 
Комітет не мав оперативних обов'язків. Його метою було надання консультативних висновків та аналізу з питань науки і техніки усьому федеральному уряду, а особливо Президенту. Близько половини досліджень були спрямовані на те, як наука може підтримувати цілі національної безпеки США. Наприклад, створення системи обмежень та контролю над озброєннями, космічних наукових груп відтворювали підходи Комітету щодо національної безпеки. Дві важливі теми, спільні для багатьох досліджень, - це бюджетні проблеми з фінансування проєктів та забезпечення успішної конкуренції з Радянським Союзом у галузі науки і техніки.
Після Джеймса Кілліані Комітет очолив учасник Мангеттенського проєкту видатний американський хімік і фізик українського походження Георгій Кістяківський. У свій Комітет йому вдалося зібрати добірні уми американської науки. Природно, що в складі Комітету переважали фізики: Ісидор Рабі з Колумбійського університету, Ганс А. Корнелл і Едвард Перселл з Гарваду, Джон Бардін з Іллінойського університету, Джеймс Фіск з Bell Labs, Вольфґанґ Панофскі зі Стенфорда, Н.Робертсон і Роберт Бачер з Каліфорнійського технологічного інституту, Джеральд Р. Захаріас із Массачусетського технологічного інституту та інші. Хіміків представляли: Віллям О. Бейкер з  Bell Labs, Дональд Ф.Горнінг з Прінстона, лауреат Нобелівської премії Гленн Теодор Сіборг з Берклі. Це гроно доповнювали інженери-електрики Едвін Ленд (винахідник камери Polaroid) і Джером Віснер з Массачусетського технологічного інституту, фізіолог і біофізик Детльов В. Бронко з Рокфеллерського університету.  
1965 року екологічна група Комітету із забруднення навколишнього середовища випустила основний звіт, в якому описується забруднення води, повітря та ґрунту - стічними водами, свинцем, атмосферних викидів вуглекислого газу.
Під час адміністрації президента Джона Ф. Кеннеді PSAC не рекомендував проводити пілотовану висадку людини на  Місяць через велику вартість такого проєкту. Кеннеді відхилив рекомендацію комітету і наполегливо добивався висадки американця на Місяць до кінця десятиліття.
1961 року президент Джон Ф. Кеннеді перейменував агентство в Управління науки і технологій (англ. Office of Science and Technology (OST)). Його діяльність тривала до адміністрації Річарда Ніксона в 1973 році.

## Завершення діяльності Комітету
1973 року президент Річард Ніксон ліквідував Комітет, оскільки вважав недостатньою підтримку ним діяльності своєї адміністрації. Більше того, один із членів Комітету публічно висловився проти підтримки досліджень надзвукового транспорту, запропонованої  його адміністрацією.  
1976 року було створено Управління з питань науки і технологій (Office of Science and Technology Policy). 
Пізніше подібна консультаційна група - Рада радників президента США з питань науки і техніки (англ. United States President's Council of Advisors on Science and Technology (PCAST)), була створена в 1990 році президентом Джорджем Х.В. Бушем. Вона оновлювалася трьома наступними президентами. 

## Склад Комітету
До Науково-консультативного комітету Президента входило багато визначних вчених та діячів, серед них:
- Олівер Баклі (Директор, 1951–1952)
- Лі Елвін Дюбрідж (Директор, 1952–1956)
- Ісидор Рабі (Директор, 1956–1957)
- Джеймс Кілліан (Директор, 1957–1959)
- Георгій Кістяківський  (Директор, 1959–1961)
- Джером Віснер (Директор, 1961–1964)
- Дональд Горнінг (Директор, 1964–1969)
- Лі Елвін Дюбрідж (Директор, 1969–1970)
- Едвард Давід (Мол) (Директор, 1970–1973)
- Джон Бардін
- Ганс Бете
- Мелвін Калвін
- Томас Ґолд
- Едвард Перселл
- Гленн Теодор Сіборг
- Едвін Герберт Ленд